# CD+G

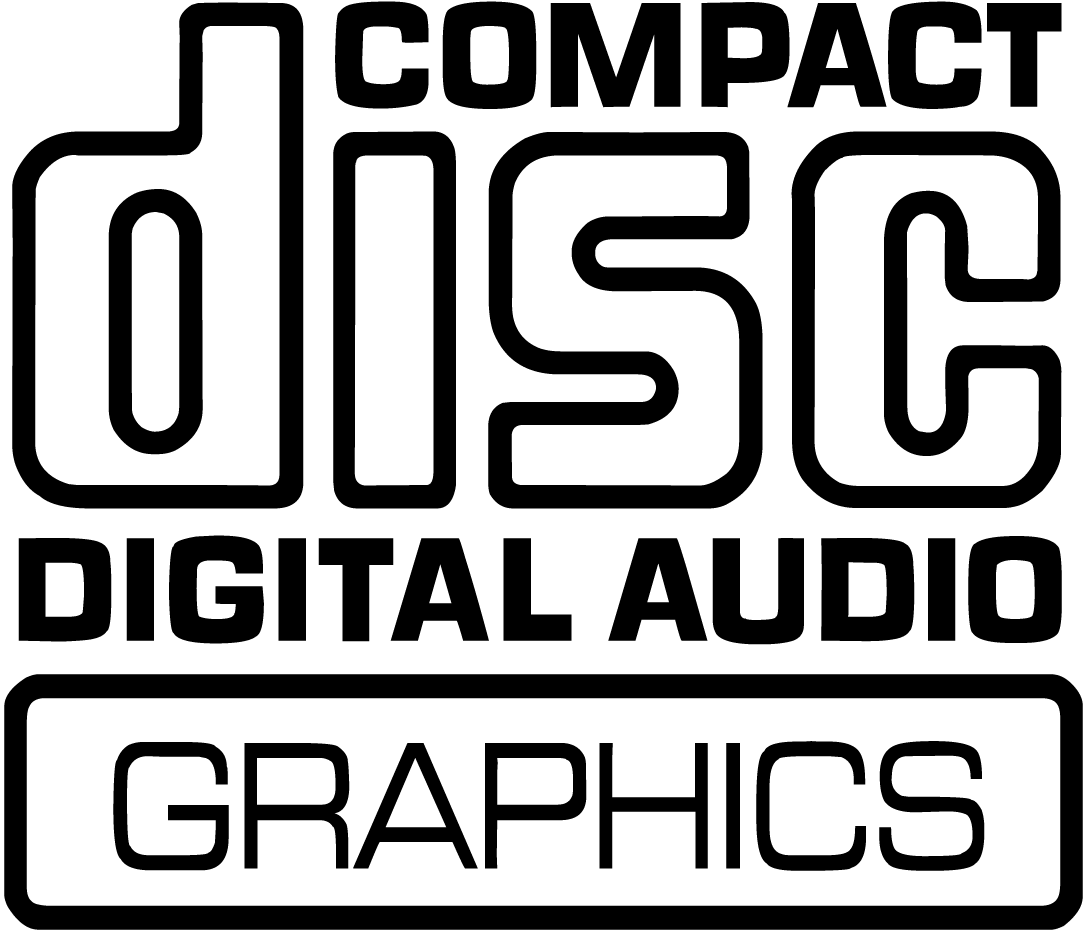
CD+G標誌

CD+G是CD規格之一，功能在蓝皮书（Blue Book）里加入。CD+G兼容CDDA。在CDDA的资料流里，有一组副通道（Subchannel）资料，共有8 bit，命名PQRSTUVW；但CDDA只用2 bit，只用了Q为时间资料，提供音軌號碼和時間；P为静噪，在CD歌与歌之间把输出静噪；剩下来R到W共六个资料，在CDDA是空的。CD+G就是利用这部分的资料存儲一些图案，让带CD+G解码的播放机把图案产生视频，在电视机同步播出来，一般是一些低分辨率的图案加上同步播放的歌词，以作为卡拉OK之用。